# Baracoa, Honduras
Baracoa är en ort i Honduras.   Den ligger i departementet Departamento de Cortés, i den nordvästra delen av landet, 200 km norr om huvudstaden Tegucigalpa. Baracoa ligger 9 meter över havet och antalet invånare är 9 202.
Terrängen runt Baracoa är kuperad åt nordväst, men åt sydost är den platt. Runt Baracoa är det glesbefolkat, med 10 invånare per kvadratkilometer. Närmaste större samhälle är Puerto Cortés, 16,8 km nordväst om Baracoa. Omgivningarna runt Baracoa är en mosaik av jordbruksmark och naturlig växtlighet.